# Clopote tubulare

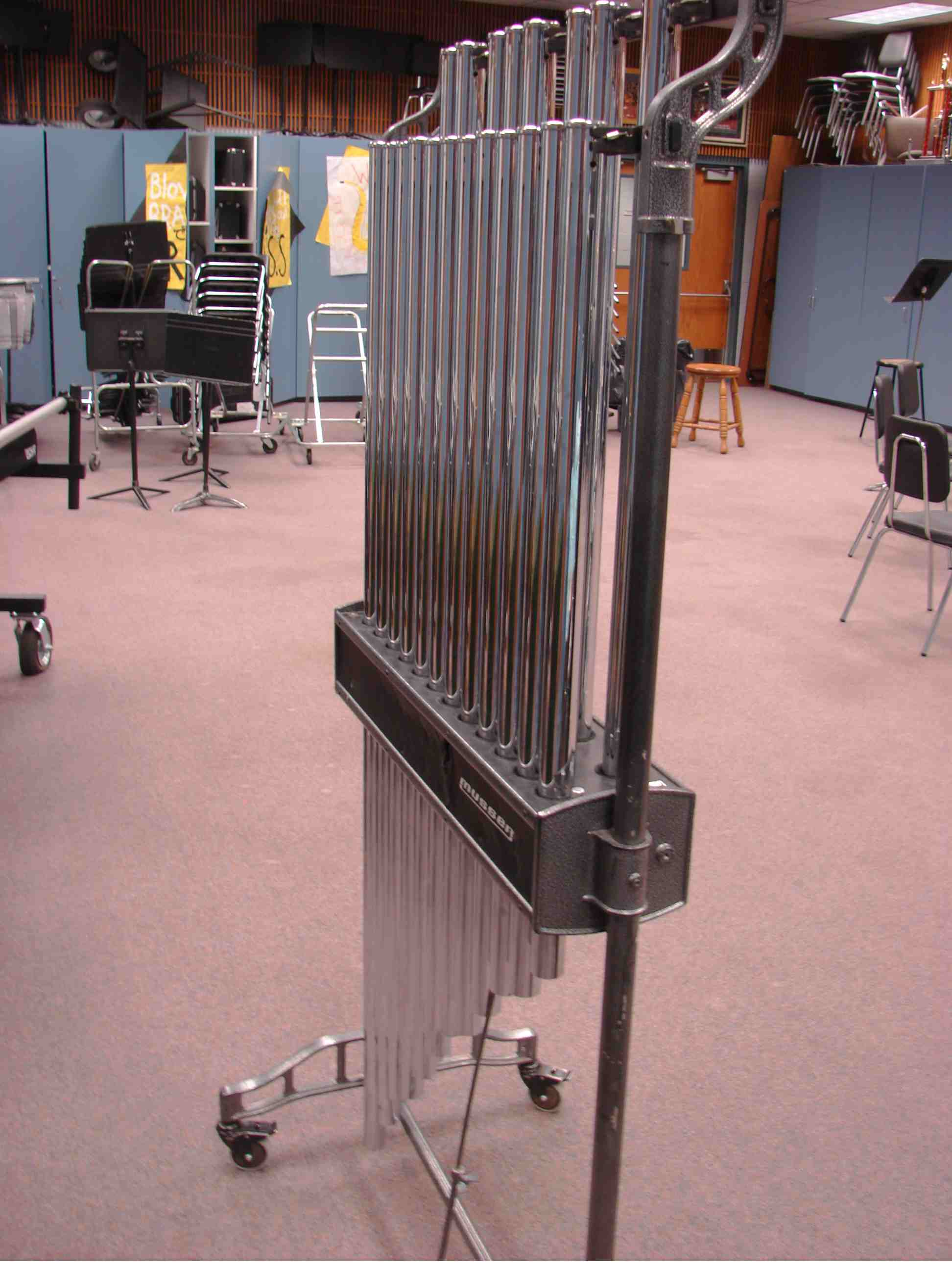
Clopote tubulare

Clopotele tubulare sunt un set de tuburi metalice de lungime variabilă, aliniate vertical într-un suport. Pentru a produce sunete, sunt lovite în partea superioară cu un ciocănel. 